# Morrapark
Het Morrapark is een wijk in het zuidwesten van Drachten in de gemeente Smallingerland (Friesland). Het is gebouwd in de eerste helft van de jaren negentig.
De wijk heeft slechts twee wegen: De Oude Slingeweg en de Morra. 
De dichtstbijzijnde basisscholen en een winkelcentrum bevinden zich in de naburige wijk De Drait. Verder grenst de wijk nog aan de wijken Himsterhout en het nog in aanbouw zijnde Park Suyderwijk.